# Romano Fogli
Romano Fogli (født 21. januar 1938, død 21. september 2021) var en italiensk fodboldspiller (midtbane).
Fogli spillede 13 kampe for det italienske landshold, mens han på klubplan var tilknyttet blandt andet Bologna og AC Milan. Han var med landsholdet med i truppen til VM 1966 i England, og fik spilletid i én af italienernes kamp i turneringen.